# Rätta virket (film)
Rätta virket (originaltitel: The Right Stuff) är en amerikansk dramafilm från 1983, skriven och regisserad av Philip Kaufman, baserad på Tom Wolfes bästsäljande roman från 1979 med samma titel.
Rollerna spelas av bland andra Ed Harris, Scott Glenn, Sam Shepard, Fred Ward, Dennis Quaid och Barbara Hershey. Levon Helm är berättaren i inledningen och på andra ställen i filmen, samt spelar rollen som Air Force-testpiloten Jack Ridley.
År 2013 valdes filmen ut för konservering i National Film Registry inom USA:s kongressbibliotek som "kulturellt, historiskt eller estetiskt betydande".

## Handling
Filmen handlar om flera testpiloter som var inblandade i flyg- och rymdtekniksforskning på Edwards Air Force Base i Kalifornien, samt sju militära piloter som valdes ut att vara astronauter för Mercuryprogrammet, USA:s första bemannade rymdresa.

## Medverkande
| Fred Ward           | – Virgil "Gus" Grissom, USAF                                     |
| Dennis Quaid        | – Gordon Cooper, USAF                                            |
| Ed Harris           | – John Glenn, USMC                                               |
| Scott Glenn         | – Alan Shepard, USN                                              |
| Sam Shepard         | – Chuck Yeager, USAF                                             |
| Barbara Hershey     | – Glennis Yeager                                                 |
| Lance Henriksen     | – Walter "Wally" Schirra, USN                                    |
| Veronica Cartwright | – Betty Grissom                                                  |
| Jane Dornacker      | – Murch                                                          |
| Harry Shearer       | – NASA rekryterare                                               |
| Jeff Goldblum       | – NASA rekryterare                                               |
| Kim Stanley         | – Pancho Barnes                                                  |
| Pamela Reed         | – Trudy Cooper                                                   |
| Scott Paulin        | – Donald K. "Deke" Slayton, USAF                                 |
| Charles Frank       | – Scott Carpenter, USN                                           |
| Donald Moffat       | – Lyndon B. Johnson, senatens majoritetsledare och vicepresident |
| Levon Helm          | – Jack Ridley, USAF och berättaren                               |
| Mary Jo Deschanel   | – Annie Glenn                                                    |
| Scott Wilson        | – Scott Crossfield                                               |
| Kathy Baker         | – Louise Shepard                                                 |
| Mickey Crocker      | – Marge Slayton                                                  |
| Susan Kase          | – Rene Carpenter                                                 |
| Mittie Smith        | – Jo Schirra                                                     |
| Royal Dano          | – Minister                                                       |
| David Clennon       | – Liaison Man                                                    |
| John P. Ryan        | – Chef för det bemannade rymdprogrammet                          |
| Eric Sevareid       | – Sig själv                                                      |
| William Russ        | – Slick Goodlin                                                  |
| Robert Beer         | – USA:s president Dwight D. Eisenhower                           |
| Peggy Davis         | – Sally Rand                                                     |
| John Dehner         | – Henry Luce                                                     |
| Royce Grones        | – Jack Woolams                                                   |
| Chuck Yeager        | – Fred                                                           |
| Anthony Munoz       | – Gonzales                                                       |
| David Gulpilil      | – Urinvånare                                                     |